# Христенок Олексій Анатолійович
Олексі́й Анато́лійович Христено́к — старший сержант головного управління Національної поліції України у м. Києві, відзначився в ході російського вторгнення в Україну.

## Життєпис
Олексій Христенок служив у Національній поліції України на Чернігівщині. Працював у центрі забезпечення. Загинув 28 лютого 2022 року в селі Киїнка, Чернігівського району, виконуючи бойове завдання в боротьбі за незалежність, суверенітет і територіальну цілісність України.

## Нагороди
- орден «За мужність» III ступеня (2022, посмертно) — за особисту мужність і самовіддані дії, виявлені у захисті державного суверенітету та територіальної цілісності України, вірність військовій присязі[3].